# Арлекін-художник
Арлекін-художник (італ. Arlecchino pittore, англ. The Harlequin Painter) — одна з картин з серії про пригоди Арлекіна флорентійського художника Джованні Доменіко Ферретті.

## Феретті і побутовий жанр
В добу рококо значимими вважали релігійний живопис та історичний жанр на античні теми, саме ними і займався Ферретті. Тим несподіванішим для шанувальників серйозного живопису було його звертання до театральних сцен з Арлекіном та до побутового жанру, престижність котрого була тоді невисокою. 
Про помітний розголос серії картин з Арлекіном роботи Ферретті свідчать також численні копії з його картин та їх інтерпретації чи власні звертання до теми іншими художниками.
У 1780-х рр. картини з зображеннями Арлекіна перевів у гравюри Себастьяно Бенедетто Бартолоцці, що збільшило їх популярність. 
Старовинне товариство при одному з флорентійських монастирів мало власний театральний гурток.
Веселі вистави з витівками Арлекіна настільки сподобались сієнцю Ораціо Санседоні, що він замовив художнику Джованні Доменіко Ферретті серію картин з зображенням сцен з цим театральним персонажем. Серед них художник і подав в одній картині пришелепкуватого Арлекіна-кухаря, що жадібно кинувся готувати їжу, забувши про все на світі. За уявами того часу Арлекін, невдаха і недалекий розумом, був ненажерою і заради їжі міг покинути навіть залицяння до Коломбіни.
Таким же незграбним залишався Арлекін і тоді, коли обрав фах художника.

## Опис твору
Більш кумедним, ніж в сцені куховарства, постав він в картині «Арлекін-художник». Він оголосив себе портретистом і до нього в майстерю завітала тендітна пані з замовою на портрет. Арлекін кинувся наповнювати фарбами великі горщики, бо зажадав прибутків. Відсутність палітри його не бентежила, як і відсутність художніх навичок, адже попереду його чекали гроші за портрет. Арлекін швидко накидав фарби на полотно просто з горщиків, вважаючи, що швидкість і бажання скоро впоратись йому допоможуть. Але не спрацювало — замість тендітної пані на полотні виникла потворна істота з завеликим ротом і велетенським бюстом.